# Loricella profundior
Loricella profundior is een keverslakkensoort uit de familie van de Loricidae. De wetenschappelijke naam van de soort is voor het eerst geldig gepubliceerd in 1956 door Dell.